# Touroug
 (février 2014).
Si vous disposez d'ouvrages ou d'articles de référence ou si vous connaissez des sites web de qualité traitant du thème abordé ici, merci de compléter l'article en donnant les références utiles à sa vérifiabilité et en les liant à la section « Notes et références ».
Touroug est un petit village berbère du sud du Maroc dans la province de Errachidia (ex Ksar es Souk).

## population
Village de 11 000 habitants entre Mellaab et Jorf dont l'activité principale est l'agriculture et la cutlture de la datte. Les habitants sont des Tourouguiens et Tourouguiennes. La langue est le Tamazighte (ou imazighne, dialecte berbère). L'extraction de mineraux sur les montagnes avoisinantes est une activité économique importante.

## histoire
Grande bourgade autrefois militaire, le village dispose de deux vestiges militaires du temps de la "pacification" (française) du Maroc sur deux collines au-dessus du village. Le lieutenand, du 7ème goum marocain à Guefilfat, Bernard Jean Henri de Chappelaine décède à Touroug le 16 février 1932 lors d'une attaque de la caserne située sur la colline de Touroug.

## origine
Les tourougiens sont de la tribu des Aït Atta (dont le fondateur est Dada Atta), qui se situe de Ouarzazate à Alnif en passant par Touroug et la vallée du Draa.
Durant la pacification du Maroc, Touroug a été une plaque tournante contre les troupes de Lyautey. Les combattants de Touroug ont participé à la guerre face au régiment du capitaine Bournazel (l'homme à la tunique rouge mort sur le Bougafer, héros de plusieurs livres sous le nom de « cavalier rouge ») sur le mont Bougafer dans le massif de Saghro entre Alnif et Ouarzazate. Sur ce massif, les combattants berbères affrontent plus de 5000 fantassins (1932) et face aux premiers avions français basés à Ouarzazate.

## personnalités
Aujourd'hui, Touroug subit le changement climatique avec une hausse importante de la chaleur en été. Le village double en nombre d'habitants chaque année durant les grandes vacances avec le retour des immigrés et des travailleurs des grandes villes du Maroc. Touroug Mellab et Igli forment le canton de Amagha. Touroug donne plusieurs personnalités dont Mohamed Hama, ministre du roi Hassan II et ancien ambassadeur du Maroc au Yémen, mais également Ouamane Moha, secrétaire général des Habous au palais Royal.